# Bilbao Exhibition Centre
Bilbao Exhibition Centre (BEC) es un recinto ferial ubicado en los terrenos antes ocupados por la empresa Altos Hornos de Vizcaya, en el barrio de Ansio del municipio vizcaíno de Baracaldo, en el País Vasco, España. Es la sede, entre otros certámenes, de la Feria de Muestras de Bilbao.
Se inauguró en abril de 2004. Permite realizar certámenes de carácter internacional y de alta capacidad, con modernos servicios, infraestructuras y comunicaciones. Los arquitectos del proyecto son César Azcárate y Esteban Rodríguez, de las empresas Idom y Sener respectivamente.

## Datos generales

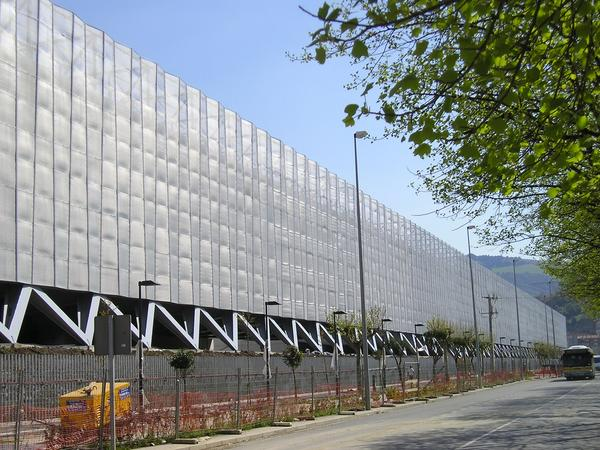
Imagen exterior del BEC.

El Bilbao Exhibition Centre cuenta con una extensión de 251 055 m², de los que 246 457 se destinan a exposiciones distribuidos en seis pabellones. Además de los pabellones de exposición, la Feria cuenta con un pabellón VIP, un centro de congresos, 6500 m² dedicados a oficinas y un gran atrio. Además cuenta con un aparcamiento subterráneo con capacidad para 4.000 vehículos.
En la cubierta del recinto se ha instalado un parque de energía solar fotovoltaica que se ha convertido en uno de los mayores del País Vasco. El parque solar cuenta con 628 paneles fotovoltaicos y alcanza una potencia de 100 kW en una superficie de 1000 m².

## Torre BEC

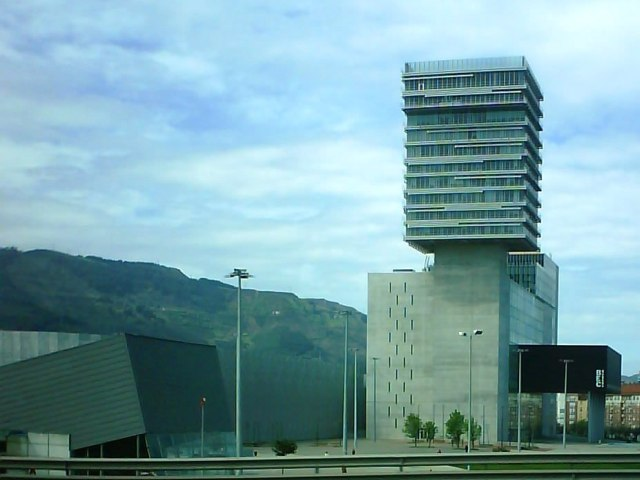
La estación de Ansio, a la izquierda, junto a la Torre BEC.

Por otra parte, se ha construido la Torre BEC, de 98 metros de altura, convirtiéndose esta en el tercer edificio más alto del País Vasco, por detrás de la Torre Iberdrola y de Bizkaia Dorrea, de 165 y 103 metros de altura respectivamente. Es la estructura más alta de Baracaldo.
En la torre se encuentran un restaurante y las oficinas de la sociedad BEC.

## Bizkaia Arena

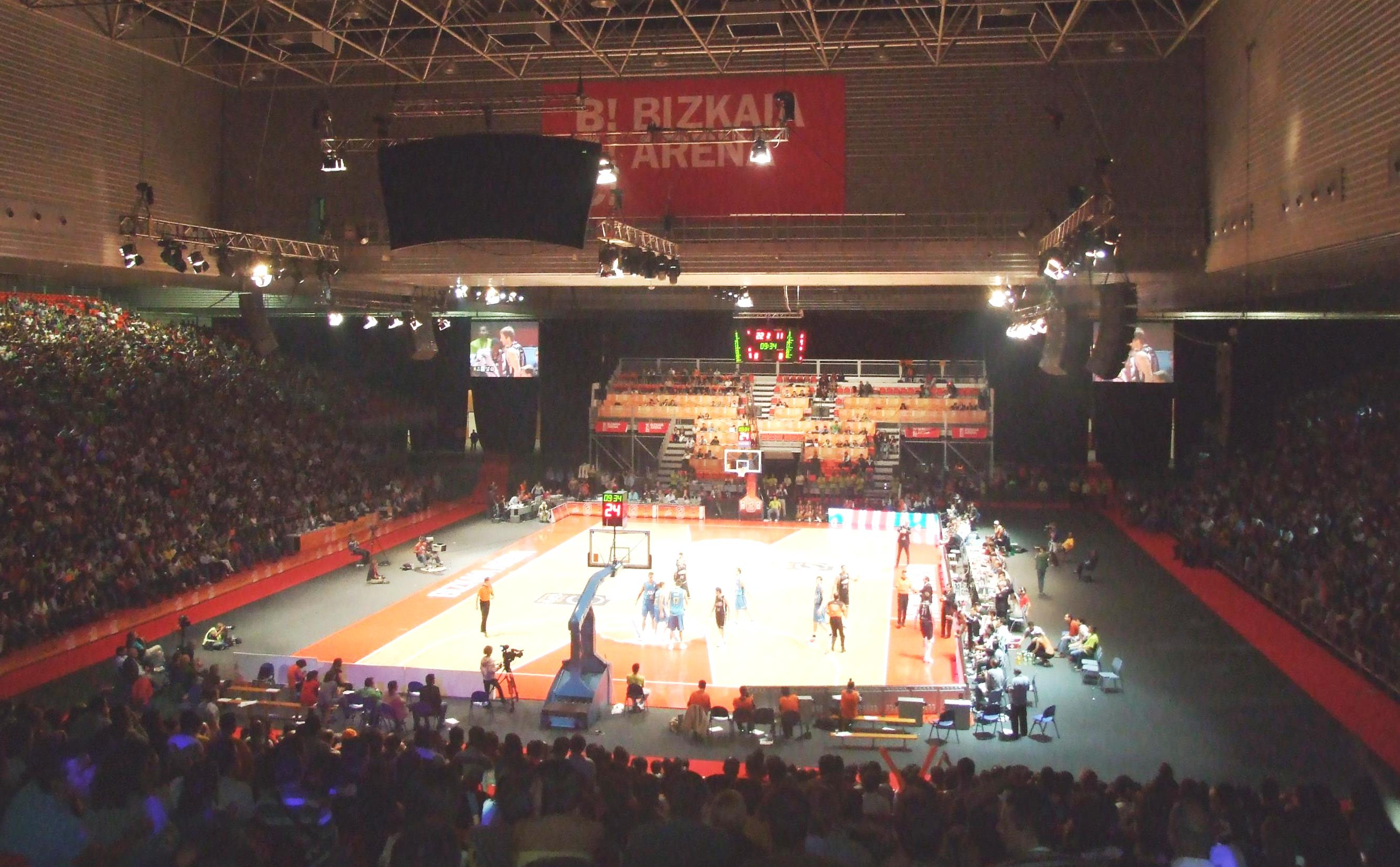
Interior del pabellón Bizkaia Arena en la Supercopa de España de Baloncesto 2007.

Bizkaia Arena es el mayor pabellón de usos múltiples en España, ya que puede albergar 26 000 personas. Forma parte del Complejo Bilbao Exhibition Centre (BEC), y del Centro de Exposiciones y Congresos de Bilbao y Vizcaya desde abril de 2004.
El lugar ha sido escenario habitual de partidos de baloncesto. Y durante la temporada 2009/10 fue el pabellón del Bilbao Basket (en 2007 y 2008, se utilizó en diversas ocasiones para los encuentros más atractivos). El pabellón ha sido sede de la fase final de la Copa del Rey de baloncesto 2010, y ha sido una de las sedes del Mundial de Baloncesto 2014, organizado en España.

## Certámenes y celebraciones

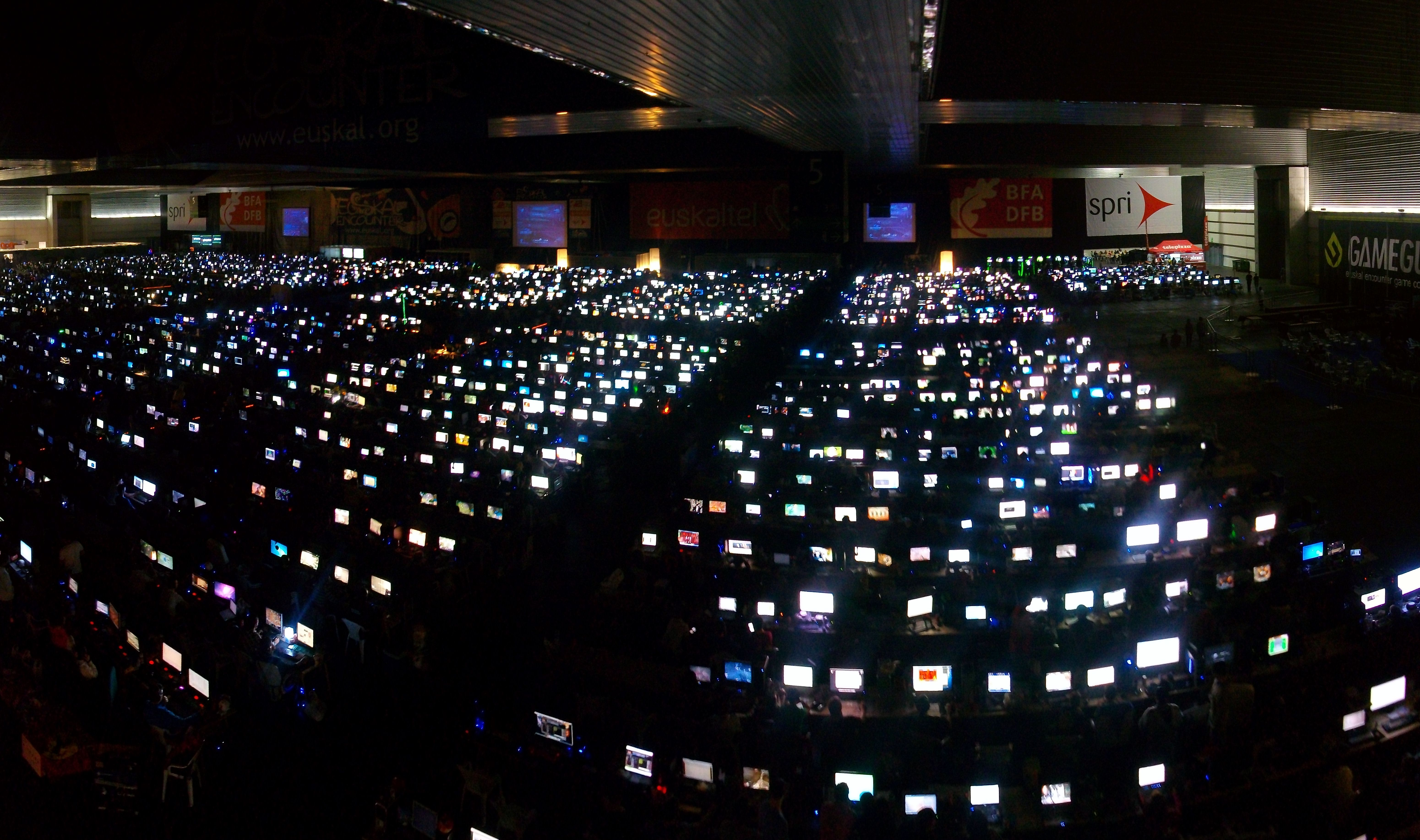
Panorámica de la Euskal Encounter 19, realizada desde la esquina derecha.

En la instalaciones del BEC se celebran diversas ferias nacionales e internacionales, destacando los certámenes de Ferroforma, la Bienal de la Máquina Herramienta y la Euskal Encounter. En el pabellón de Bizkaia Arena se celebran partidos de baloncesto, se representan espectáculos teatrales, carreras de motocross y conciertos musicales. Los principales partidos políticos de la región realizan actos electorales y a veces celebran sus congresos. Por su parte, varios sindicatos y organizaciones empresariales realizan diversas reuniones y convenciones. El Centro de Congresos acoge regularmente todo tipo de reuniones, conferencias y jornadas profesionales, de diversos sectores como energías, innovación, educación, formación, etc. Tampoco se puede olvidar del PIN (Parque Infantil de Navidad) que acoge cada Navidad a miles de niños y que ocupa tres pabellones.
Acogió los MTV Europe Music Awards 2018 el 4 de noviembre de dicho año.

## Accesos

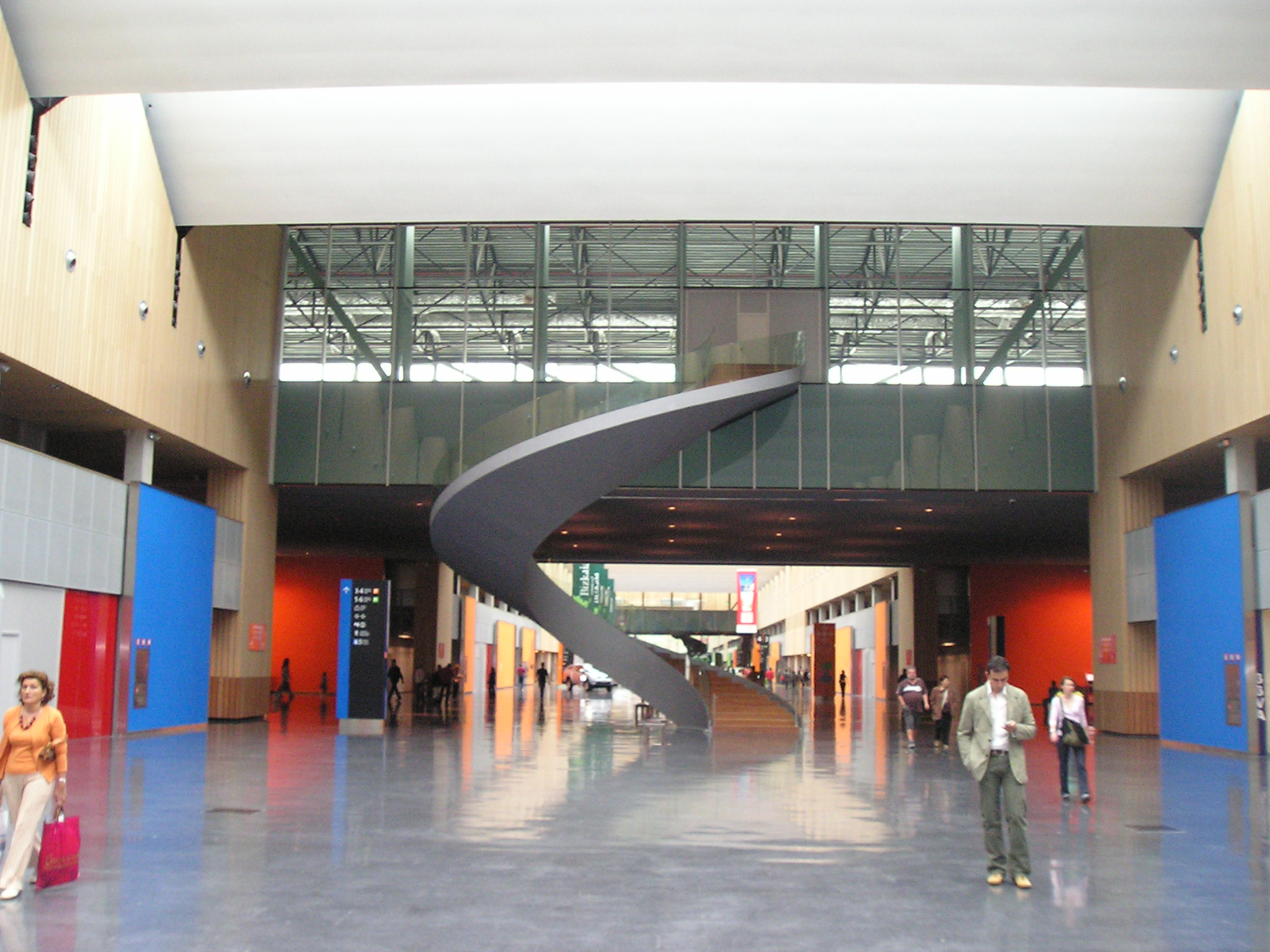
Pasillo central del BEC, atrio, que da acceso a los diferentes pabellones.

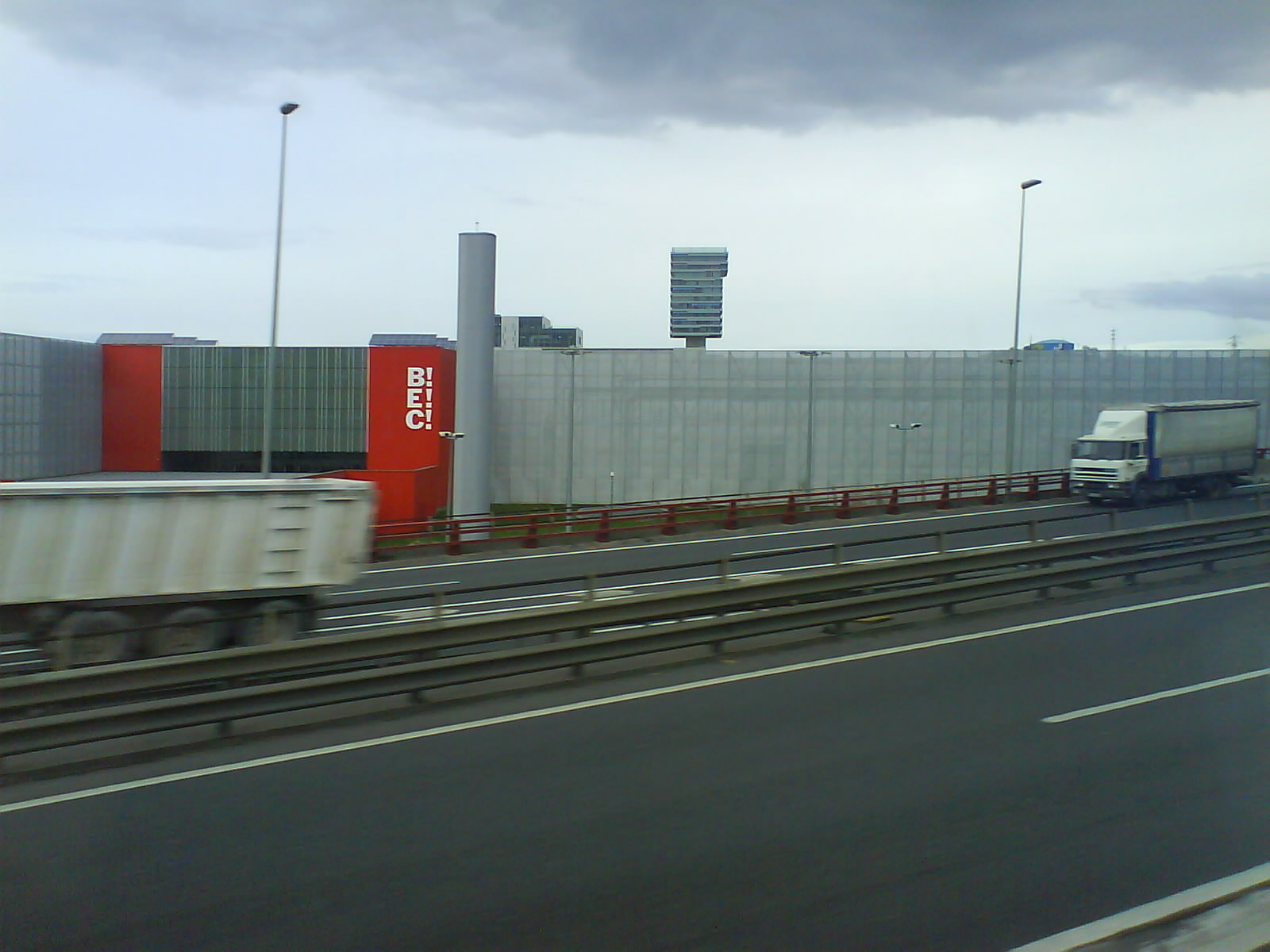
Entrada posterior del BEC, utilizada para cargas y descargas.

Con la construcción del BEC, se construyó también la estación de Metro de Ansio, en la Línea 2 del metro de Bilbao. La estación soporta gran tráfico de pasajeros cuando hay alguna actividad en el BEC, por lo que Metro Bilbao realiza servicios especiales para tales eventos, aumentando el horario de cierre y las frecuencias de paso. También, enfrente de la entrada principal del BEC, hay dos paradas de Bizkaibus una correspondiente a la línea de 3142 (conexión con metro, donde también realiza parada el Kbus -autobús urbano de Baracaldo-) y otra de la línea 3136, también próximo a esa entrada se efectúa algún servicio puntual de lanzadera y hay una terminal de autobuses que por ahora no se utiliza. Asimismo bordeando la instalación se encuentran otras paradas de Bizkaibus.
Por otra parte el entorno se compone de una plaza a modo de sala de espera de una estación de autobuses y taxis que hoy en día no da servicio alguno salvo eventos especiales.

## Accionariado
El consorcio propietario del BEC se compone de los siguientes socios:
- Gobierno Vasco: 43,48 %
- Diputación Foral de Vizcaya: 43,48 %
- Ayuntamiento de Baracaldo: 5,70 %
- Ayuntamiento de Bilbao: 4,25 %
- Cámara de Comercio, Industria y Navegación de Bilbao: 3,09 %